# Koziarnia (wąwóz)

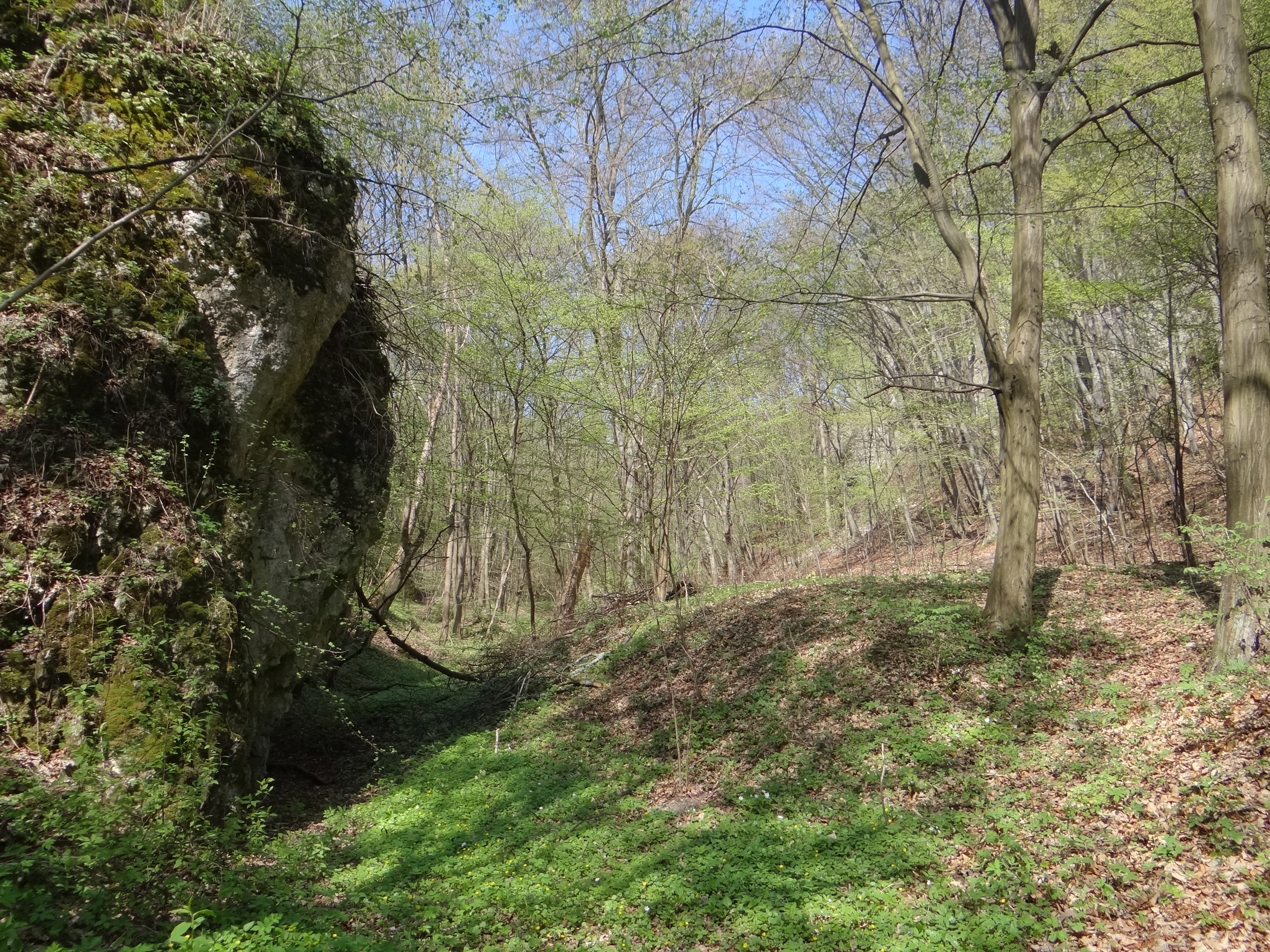
Wylot wąwozu Koziarnia

Koziarnia – wąwóz będący lewym odgałęzieniem Doliny Sąspowskiej w Ojcowskim Parku Narodowym (OPN). Górna jego część zaczyna się wśród pól miejscowości Wola Kalinowska, następnie wąwóz opada w kierunku południowo-wschodnim, a potem południowym przez porośnięte lasem obszary OPN. Ma wylot w środkowej części Doliny Sąspowskiej przy trzypiętrowym budynku Instytutu Geofizyki PAN w Ojcowie. W latach 1982–90 budynek został przebudowany. Dawniej był to pensjonat Koziarnia wybudowany na początku XX wieku.
W wąwozie jest kilka grup wapiennych skał. Największe znajdują się w orograficznie lewych zboczach. W kolejności od góry w dół wąwozu są to skały Szlachcicowa, Sadłowa i Koziarnia. Niewielka bezimienna skała znajduje się także tuż przy budynku Instytutu Geofizyki. Wraz z Koziarnią tworzy skalną bramę otaczającą wylot wąwozu Koziarnia. Na skałach tych rośnie bogata flora roślin kserotermicznych, występują liczne gatunki bezkręgowców. Wąwóz jest suchy, ma płaskie dno, w dużej części pokryte pastwiskami.
W wąwozie Koziarnia są liczne jaskinie i schroniska. W 1992 r. podczas inwentaryzacji skartowano w wąwozie Koziarnia 47 jaskiń i schronisk o łącznej długości 611 m. Najdłuższymi obiektami są jaskinie Koziarnia, Jaskinia Sadlana, Jaskinia Niedostępna i Tunel Stromy. W jaskini Tunel Wielki w 2016 r. prowadzono badania archeologiczne. W jej namulisku znaleziono liczne artefakty: ceramikę naczyniową, wyroby z kości i krzemienia, przedmioty metalowe, kości zwierzęce, a także fragmenty kości należące do co najmniej 18 ludzi w wieku od około 6 miesięcy do 60 lat.
Wąwóz znajduje się na obszarze OPN. Dnem wąwozu prowadzi leśna droga, ale wejście do wąwozu wymaga zgody dyrekcji OPN. 